# Grindr
Grindr은 게이와 양성애자 남성을 위한 소셜 네트워킹 서비스 애플리케이션이다.

## 같이 보기
- 틴더